# Radio Days
Radio Days (englisch etw. ‚Tage des Radios‘) ist eine US-amerikanische Filmkomödie von Woody Allen aus dem Jahr 1987.

## Handlung
Die Handlung erscheint als Erinnerung des Sprechers, der als der jüdische Junge Joe Needleman im New Yorker Stadtteil Queens (insbesondere in Far Rockaway) der späten 1930er und frühen 1940er Jahre lebt. Er und seine Verwandten hören Radiosendungen. Die Familie ist arm, und jedes Familienmitglied findet beim Hören der Radiosendungen eine kleine Ausflucht vor der Realität des doch recht beschwerlichen Alltags. An den Radiosendungen, die beispielsweise Klatsch über Prominente, Sportstars des Tages, Game-Shows oder Schnulzensänger behandeln, teilweise aber auch auf realgeschichtliche Ereignisse dieser Zeit (beispielsweise die Ausstrahlung von H. G. Wells’ Der Krieg der Welten, den Angriff auf Pearl Harbor, das Einschreiten der USA in den Zweiten Weltkrieg, der tragische Tod der kleinen Kathy Fiscus) referieren, entspannen sich dabei sorglose Anekdoten und Tagträume.
Derweil werden mehrere parallel ablaufende Storys erzählt, unter anderem vom aufstrebenden Radio-Star Sally White und von Tante Beas meist erfolgloser Suche nach Liebe. Die tragische Geschichte um das kleine Mädchen Polly Phelps, die in der Nähe von Stroudsburg, Pennsylvania, in einen Brunnen gefallen ist, geht allen zu Herzen, denn sie zieht eine rege nationale Anteilnahme bei der verzweifelten Rettungsaktion nach sich. Des Weiteren hören zwei Einbrecher in der gerade von ihnen ausgeraubten Wohnung ein Telefon klingeln. Überraschend nimmt einer der Einbrecher das Telefonat an und gewinnt für den Besitzer der Wohnung ironischerweise eine neue Einrichtung, die den Wert des Diebesguts weit übersteigt.
Das Ende des Films bildet der Jahreswechsel 1943/1944. Der Sprecher zieht hier das möglicherweise pessimistische Résumé, dass all diese Erinnerungen zwar noch immer recht klar wären, jedoch mit jedem neuen Jahr immer weiter verblassen.

## Entstehung und Veröffentlichung
Die Komödie wurde mit einem Budget von 16 Millionen US-Dollar in New York City sowie in Jersey City gedreht. Die Dreharbeiten begannen im November 1985 und endeten im Mai 1986.
Radio Days erlebte am 24. Januar 1987 beim US Film Festival (seit 1991 als Sundance Film Festival bekannt) seine Premiere, am 30. Januar 1987 startete der Film landesweit in den US-amerikanischen Kinos. Der Film kam am 1. Oktober 1987 in die bundesdeutschen Kinos.
Der Film spielte in den USA und Kanada rund 14,8 Millionen US-Dollar ein.
In der Bundesrepublik Deutschland verzeichnete der Film insgesamt 545.209 Kinobesucher.

## Rezeption

### Kritiken
Radio Days erhielt ein sehr gutes Presseecho, was sich auch in den Auswertungen US-amerikanischer Aggregatoren widerspiegelt. So erfasst Rotten Tomatoes größtenteils positive Besprechungen und ordnet den Film dementsprechend als „Frisch“ ein. Laut Metacritic fallen die Bewertungen im Mittel „Grundsätzlich Wohlwollend“ aus. In einer von CinemaScore vorgenommene Umfrage vergaben  US-amerikanische Kinobesucher eine Durchschnittsnote von A–, was der deutschen Schulnote 1– bzw. knapp sehr gut entspricht. Im Jahr 2008 rangierte das Empire-Magazin den Film auf Platz 304 in seiner Liste der 500 besten Filme aller Zeiten; Radio Days sei, gemessen an Woody Allens früheren Werken, „eher unbedeutend, aber dennoch bewegend und liebenswert“.
Roger Ebert schrieb in der Chicago Sun-Times vom 30. Januar 1987, dass Radiosendungen ihn mehr als Fernsehprogramme bewegen würden. Das sei auch eine der Botschaften der Komödie. Sie sei in der Form und in ihrer Stimmung dem Film Amarcord (1973) von Federico Fellini ähnlich.

„Der Film lebt, er verzaubert, er breitet eine wunderbare Fülle von Miniaturen aus, doch er hat keinen wirklich großen Moment, keinen Stich ins Herz, und seine Erinnerungsseligkeit macht ihn idyllisch: Wenigstens die Vergangenheit soll schöner sein, als sie je war, und sie wird es in diesem Film, obwohl sich Woody Allen viel Mühe gegeben hat, damit niemals die Sonne scheint.“

### Auszeichnungen
- Oscar-Nominierungen 1988 für „Best Art Direction-Set Decoration“ und für das Drehbuch.
- BAFTA Awards 1988 für die Kostüme und für das Produktionsdesign, sowie fünf Nominierungen, u. a. für das Drehbuch und für Dianne Wiest.
- Nominierung für den Writers Guild of America Award 1988 für das Drehbuch.